# Seedorf (Berne)
Pour les articles homonymes, voir Seedorf.
Seedorf est une commune suisse du canton de Berne, située dans l'arrondissement administratif du Seeland.

Photo aérienne (1954).